# Ricart (Malla)
Ricart és una masia eclèctica de Malla (Osona) inclosa a l'Inventari del Patrimoni Arquitectònic de Catalunya.

## Descripció
Edifici civil. Casa/masia de tipus residencial, de planta rectangular i un cos de porxos adossat a l'edificació i orientat a migdia. La casa és coberta a quatre vessants i presenta una llanterna al centre, que il·lumina l'escala central.

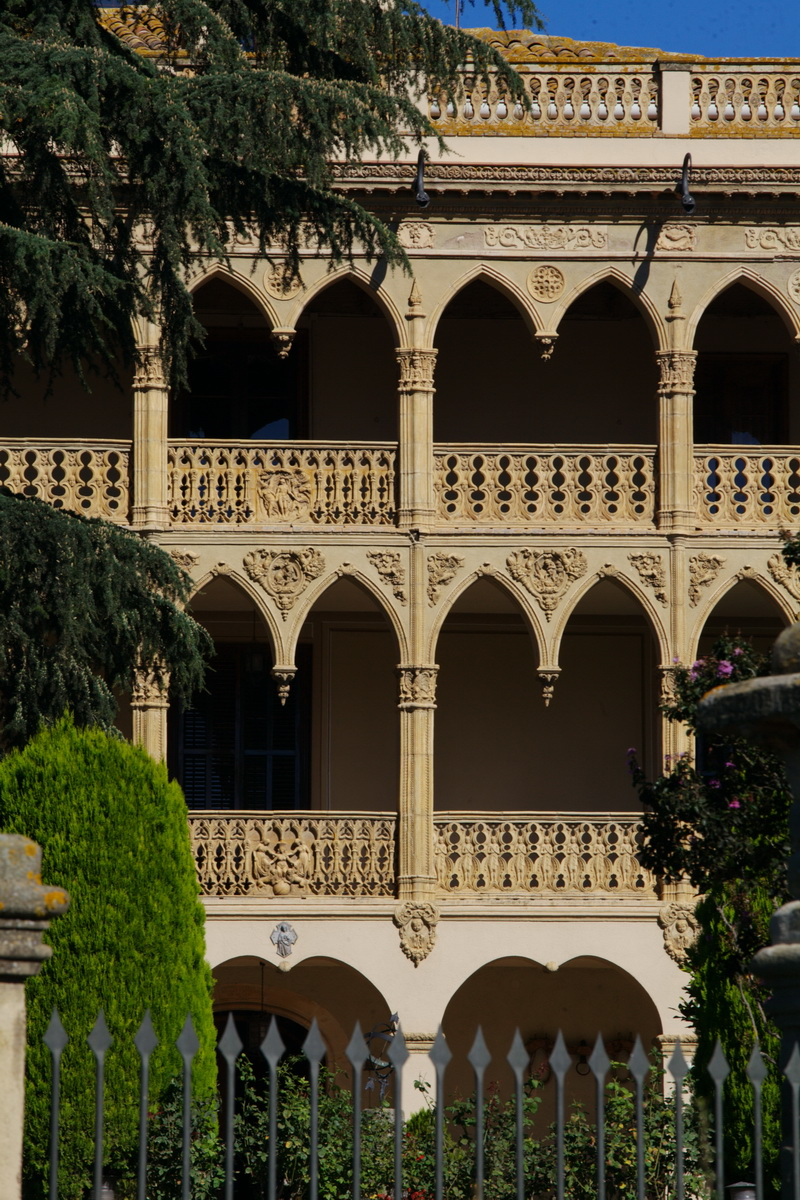
Detall de les galeries

 Els porxos o galeries formen una terrassa a la part superior. Estan formats per arcs decorats formant medallons i ornaments de tipus vegetal i animal. A nivell del primer pis són més alts que al segon, el conjunt forma una veritable filigrana. La resta de la casa és només arrebossada i no té massa interès. Al davant del cos de galeries es forma un jardí. La part baixa de la casa és destinada als masovers i el pis superior als propietaris. Aquest pis està íntegrament decorat amb mobles i elements d'estil isabelí.

## Història
Antiga masia, registrada al fogatge de 1553 de la parròquia i terme de Sant Vicenç de Malla, on es parla de GASPAR MASJOAN com a habitant del mas Ricart.
Fou transformada al segle xix, com moltes masies de les rodalies, però aquesta adquirí un valor singular, com es pot observar per la galeria de tipus isabelí, amb l'ornamentació i relleus típics de la dècada de 1860.
Actualment pertany a una família vigatana, els Postius.
La transformació de la masia, com indica la llinda del portal de migdia:
JOSEFA CALVARIA BEULAS Y RICART DE MOLAS 1866/1870.